# かみのけ座アルファ星
かみのけ座α星(α Com, α Comae Berenices)は、かみのけ座の恒星である。バイエル符号はαであるが、実際は4.32等級でかみのけ座β星よりも暗い。

## 性質
かみのけ座α星は2つの5等星からなる連星であり、互いの周りを25.87年 (9,442.4±3.0日)の周期で回っている。2つの恒星の距離は平均で太陽～土星間の距離に相当する約12au（近点6au、遠点19au）で、地球から見ると2つの恒星の離角は最大で1秒にしかならず、2001年に最も近づいた際には2つの星を分離することができなかった。2015年1月24日に食を起こすことが予測されていたが、観測されなかった。改めて過去の観測記録が精査されたところ、1896年、1911年、1937年の観測記録で2つの星を取り違えていたため、想定されていた公転周期よりも実際は43日短いことがわかった。このミスは2つの恒星があまりに似通っていることが原因であった。この結果、今回の食は2014年11月に終わっており、次回は2026年1月11日、その次は2040年9月末と予測が改められた。

## 名称
冠の一種を意味するディアデム (Diadem) という固有名を持つ。これは、ベレニケ2世の冠を意味していると言われている。また、アラビア語で「ひも」を意味するアル・ダフィラとも呼ばれている。2017年2月1日に国際天文学連合の恒星の命名に関するワーキンググループ (Working Group on Star Names, WGSN) は、Diadem をかみのけ座α星Aの固有名として正式に承認した。
中国では、かみのけ座α星は、おとめ座η星、おとめ座γ星、おとめ座δ星、おとめ座ε星とともに、皇帝の宮殿の左壁を意味する「太微左垣」というアステリズムを構成しており、かみのけ座α星は「太微左垣五」として知られる。